# Campo Nuevo
Campo Nuevo se localiza en el Municipio Santiago Yaveo del Estado de Oaxaca México:
La localidad se encuentra a una mediana altura de 110 metros sobre el nivel del mar.
En la localidad hay 100 hombres y 92 mujeres. El ratio mujeres/hombres es de 0,920, y el índice de fecundidad es de 2,83 hijos por mujer. Del total de la población, el 19,27% proviene de fuera del Estado de Oaxaca. El 14,58% de la población es analfabeta (el 12,00% de los hombres y el 17,39% de las mujeres). El grado de escolaridad es del 5.43 (5.45 en hombres y 5.42 en mujeres).
El 68,75% de la población es indígena, y el 35,94% de los habitantes habla una lengua indígena. El 0,52% de la población habla una lengua indígena y no habla español.El 36,46% de la población mayor de 12 años está ocupada laboralmente (el 62,00% de los hombres y el 8,70% de las mujeres).
En Campo Nuevo hay 65 viviendas. De ellas, el 96,00% cuentan con electricidad, el 2,00% tienen agua entubada, el 92,00% tiene excusado o sanitario, el 58,00% radio, el 74,00% television, el 72,00% refrigerador, el 28,00% lavadora, el 20,00% automóvil, el 8,00% una computadora personal, el 4,00% teléfono fijo, el 48,00% teléfono celular, y el 0,00% Internet.